# Baskemölla
Baskemölla – miejscowość (tätort) w Szwecji, w regionie administracyjnym (län) Skania, w gminie Simrishamn.
Według danych Szwedzkiego Urzędu Statystycznego liczba ludności wyniosła: 297 (31 grudnia 2015), 308 (31 grudnia 2018) i 300 (31 grudnia 2019).